# Каунас (футбольний клуб)
«Каунас» (лит. Kauno futbolo beisbolo klubas) — литовський футбольний і бейсбольний клуб з однойменного міста.
Клуб був заснований у 1960 році як «Банга» (Каунас). Після того, коли Литва знову здобула незалежність клуб був реформований. У 1993 році «Банга» (Каунас) перейменовано на «ФБК Каунас» і додано бейсбольне відділення (яке пізніше відділили і створили «БК Каунас»), звідси початкова назва «Kauno futbolo beisbolo klubas».
«Матчем тисячоліття» в Литві назвали матч «Каунас» — «Ліверпуль» другого відбіркового раунду Ліги Чемпіонів 2005—2006. За сумою двох матчів «Ліверпуль» переміг 5:1 (3:1 і 2:0 відповідно). А 5 серпня 2008 року в тому ж другому відбірковому раунді Ліги Чемпіонів «Каунас» сенсаційно переміг фіналістів останнього Кубка УЄФА «Глазго Рейнджерс» (2:1; в першому матчі — 0:0) і отримав реальний шанс опинитися у груповому турнірі цього змагання. Однак далі пройти не зміг.
У 2009 році клуб відмовився від місця у елітному дивізіоні, а федерація позбавила місця у другому за силою дивізіоні і перевела в третій — II Ліга. У 2009 році клуб достроково завоював перше місце у II Лізі.

## Досягнення
- Чемпіон Литви — 1999 (о), 2000, 2001, 2002, 2003, 2004, 2006, 2007
- Володар Кубка Литви — 2002, 2004, 2005, 2008
- Володар Суперкубка Литви — 2007
- Чемпіон Балтійської ліги — 2008